# Eleutherodactylus tayrona
Eleutherodactylus tayrona е вид земноводно от семейство Leptodactylidae. Видът е почти застрашен от изчезване.